# Skweek.tv
Skweek.tv (stylisé SKWEEK) est une plateforme OTT lancée le 6 octobre 2022 par le groupe monégasque Fedcom.
La plateforme est spécialisée dans la diffusion de championnats et compétitions de basket-ball européens.

## Histoire
SKWEEK a été créé par le groupe monégasque Fedcom, en association avec l'agence de marketing américaine International Management Group, à la suite de l'obtention des droits de diffusion pour les compétitions européennes de l'union des ligues européennes de basket-ball, à savoir l'Euroligue et l'EuroCoupe, sur une durée de quatre ans.
Le nom « SKWEEK.tv » a été dévoilé le 27 septembre 2022 dans un clip vidéo accompagné d’une stratégie de média social, mis en place par l'agence de communication française Willie Beamen.
Le 6 octobre 2022, au moment du lancement de la plateforme, L'Équipe annonce qu'elle co-diffusera en partenariat avec SKWEEK les matchs des clubs français engagées cette saison-là en EuroLigue masculine (l'AS Monaco et l'ASVEL Lyon-Villeurbanne), ainsi que la finale.
De son côté, SKWEEK promet de diffuser 450 matchs de coupe d'Europe par saison, à un tarif de 7,99 € par mois avec 7 jours d'essai gratuit, ou 69,99 € par an. Une offre de lancement de 49,99 € par an (au lieu de 69,99 €) était proposée jusqu'au 31 octobre 2022.
En plus de la diffusion des matchs de l'EuroLigue masculine et féminine et de l'EuroCoupe masculine, tous assurées par des commentaires en français, la plateforme propose des magazines, des interviews et des reportages.
Le 24 mars 2023, SKWEEK annonce qu'elle diffusera en clair les finales de l'EuroCoupe féminine où l'ASVEL affronte le Galatasaray SK.
Le 18 avril 2023, c'est au tour des deux derniers matchs de la finale de la Coupe d'Europe FIBA 2022-2023 opposant le Cholet Basket au Anwil Włocławek d'être proposés gratuitement sur la plateforme.
Le 29 juin 2023, SKWEEK participe à l'appel d'offres et remporte les droits de diffusion de l'intégralité du championnat de France de basket-ball ainsi que de la Leaders Cup jusqu'en 2030. Elle partage les droits avec La chaîne L'Équipe, qui diffusera l'affiche du dimanche ainsi que de dix matchs de série éliminatoire dont les finales.
En raisons d'impayés et de différents avec le Groupe L'Équipe, qui sous-licenciait les matchs à SKWEEK, les retransmissions de basket-ball en France sont interrompues à partir d'avril 2024.
L'ASVEL signe un contrat de sponsoring avec Skweek.tv sur trois saisons et pour 21 millions d'euros mais Skweek ne respecte pas ses engagements (en 2025) entraînant des difficultés financières supplémentaires à l'ASVEL,.

## Émissions

### SKWEEK Show by Tony Parker
Le 15 septembre 2023, l'ancien joueur de basket-ball international franco-américain Tony Parker devient animateur pour sur la chaîne en recevant chaque vendredi à 18h, une célébrité pour parler de sport, refaire le monde et débattre. L’émission est enregistrée dans un studio de 300 m2 au sud de Paris, dans lequel a été installé un demi-terrain de basket-ball et trois autres zones. Une zone lounge pour les débats, une zone de jeu pour le divertissement et une zone bar pour parler en intimité avec ses invités.

## Droits TV

### Basket-ball à cinq

#### Championnats nationaux
- Championnat de France de basket-ball : 2023-2024, intégralité du championnat et des play-offs.
- Leaders Cup de basket-ball : 2023-2024, intégralité de la compétition.

Cependant, la diffusion des championnats nationaux s'arrête à l'issue de la saison 2023-2024. DAZN reprend les droits à compter de la saison 2024/2025 et jusqu'en 2029.

#### Compétitions européennes
- Euroligue masculine : 2022-2026, intégralité.
- Euroligue féminine : 2022-2026, intégralité.
- EuroCoupe masculine : 2022-2026, intégralité.

### Basket-ball à trois
- FIBA 3×3 World Tour
- FIBA 3×3 Pro Series
- FIBA 3×3 Women's Series

## Identité visuelle

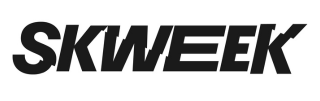
Logo en blanc de SKWEEK.tv depuis le 27 septembre 2022.
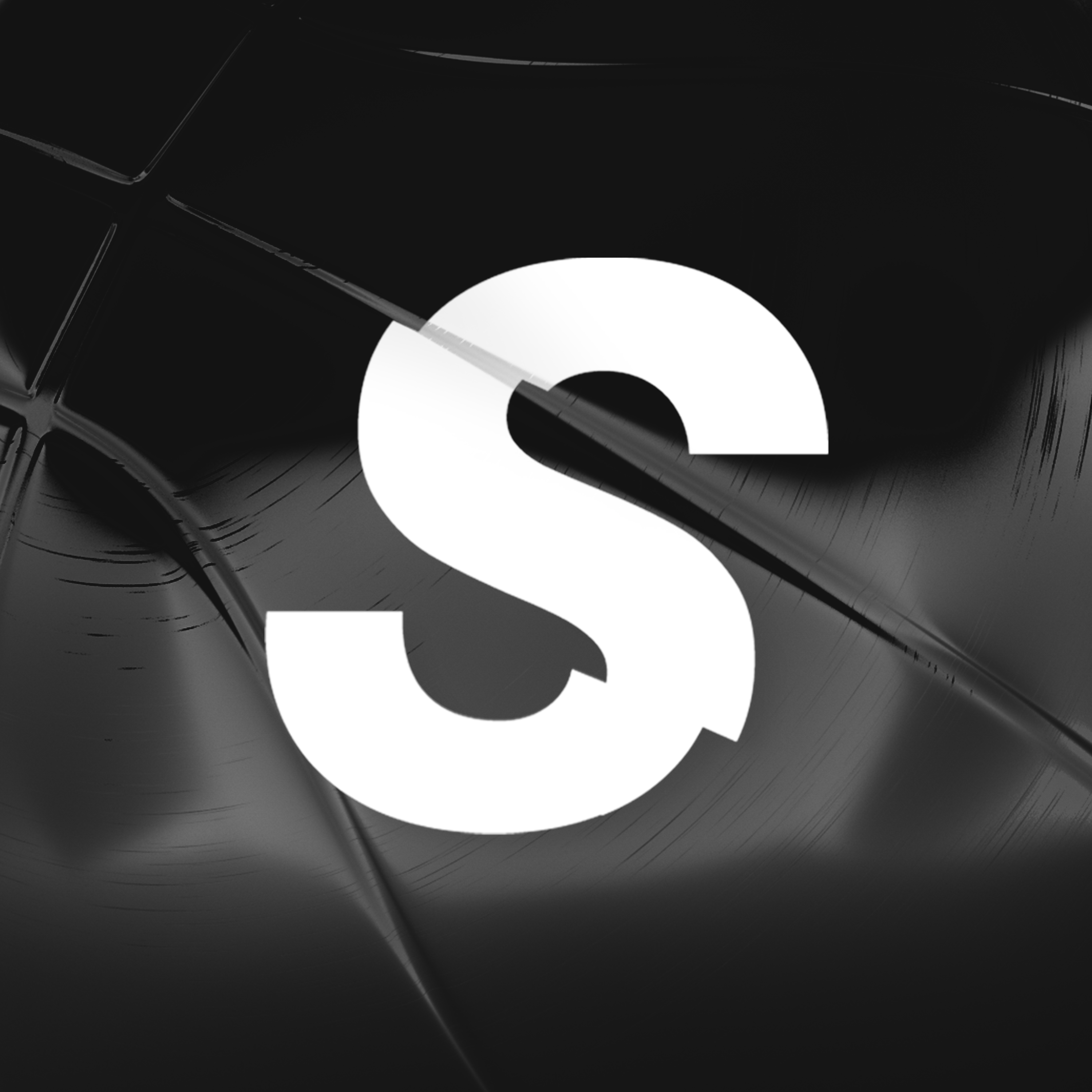
Logo Shorthand blanc sur fond noir depuis juillet 2023

## Organigramme
- Président : Aleksej Fedoriscev
- Directeur général : Oleg Petrov

### Journalistes
- David Cozette
- Julie Yalap
- Charlotte Sauvaget
- Maximilien Le Liard
- Niels Onimus

#### Consultants
- Stephen Brun
- Ali Traoré
- Pape-Philippe Amagou
- Simon Darnauzan
- Cédric Ferchaud

## Diffusion
Skweek.tv est diffusé sur son site internet et son application pour smartphones, tablettes et les téléviseurs connectés Smart-TV, Apple TV et Android TV.